# Ormondo Maini
Ormondo Maini (Viadana, 16 de juliol de 1835 - Viadana, 8 de juny de 1906) va ser un baix italià.
Des de 1855 fins a 1859 va estudiar cant al Conservatori de Milà. Va fer el seu debut el 1860 al Teatro Carcano (Milà) a I Lombardi de Verdi. Al Teatre La Fenice de Venècia el 1868 fou Mefistofele al Faust i Baldassare a La Favorita. El 1871, fou Orazio a l'estrena al Teatro alla Scala de Milà de Amleto, de Franco Faccio, dirigida pel compositor. Va participar en l'estrena de Fosca (1873) de Carlos Gomes com a Gajolo amb Victor Maurel i a La Gioconda (1876) amb èxit com a Alvise. Al Teatre alla Scala i amb el director Franco Faccio, va treballar amb Giuseppe Verdi va interpretar el personatge de Ramfis a Aida (1872) en el primer èxit europeu, amb Teresa Stolz i Maria Waldmann. Va ser el baix de l'estrena absoluta, amb l'èxit, del Rèquiem de Verdi (1874) a l'Església de Sant Marc (Milà) amb Giuseppe Capponi (tenor), dirigida pel compositor, també el va cantar a les estrenes a la Scala i al Teatre Nacional de l'Opéra-Comique (1878) i en un concert al Teatre Comunale di Bolonya. A La Scala cantà com a Christian II a l'estrena de Gustavo Wasa de Filippo Marchetti i com a Albano en la reestrena de I Lituani, d'Amilcare Ponchielli. El 1877, a Venècia, fou Basilio a Il barbiere di Siviglia (Rossini) amb Adelina Patti. El 1878 fou el pare de Giuseppe en l'estrena a la Scala de Cinq Mars de Charles Gounod.
La Temporada 1878-1879 va cantar al Gran Teatre del Liceu de Barcelona.
El 1872 es va casar amb la soprano Enrichetta Berini amb qui va tenir un fill, Achille.